# دامسون ایدریس
دامسون ایدریس (به انگلیسی: Damson Idris) (زاده ۲ سپتامبر ۱۹۹۱) بازیگر انگلیسی است.
از فیلم‌های معروف او می‌توان به بازی در فیلم مگان لیوی و مزرعه‌داری اشاره کرد.